# El gran gigante bonachón
El gran gigante bonachón (El GGB en sus siglas en español o The BFG en inglés) es un libro escrito por Roald Dahl e ilustrado por Quentin Blake que se publicó por primera vez en 1982. El gigante que interviene en el relato ha sido mencionado en otro libro de Roald Dahl, Danny el campeón del mundo, cuando el papá de Danny le cuenta la leyenda del gigante bonachón que les daba sueños a los niños buenos.

## Sinopsis
Aquella noche Sofía no podía dormir, se lo impedía la luz de la luna que entraba en el dormitorio. Saltó de la cama para cerrar las cortinas, y entonces vio horrorizada cómo un gigante se acercaba por la calle: el Gran Gigante Bonachón entró por la ventana del orfanato, envuelve a la pequeña Sofía en una sábana y se la lleva al país de los gigantes. Pero en esas tierras viven también gigantes malos. Sofía y el Gran Gigante Bonachón tendrán que hacerles frente a todos. Eso sí, con la ayuda de la Reina de Inglaterra.

## Adaptaciones
En 1989, una película de dibujos animados basado en el libro salió al mercado con David Jason haciendo la voz del gigante y Amanda Rlol haciendo la de Sofía.
Hay también una adaptación del libro hecha película por Disney en el 2016 dirigida por Steven Spielberg titulada The BFG.
- Datos: Q1476462
- Multimedia: The BFG (book) / Q1476462